# Commission électorale centrale de la fédération de Russie
Pour les articles homonymes, voir Commission électorale centrale.
La Commission électorale centrale de la fédération de Russie (en russe : Центральная избирательная комиссия Российской Федерации (Центризбирком)) est l'organe du pouvoir chargée de préparer et superviser les élections fédérales, régionales et municipales de la fédération de Russie. 
Fondée en 1993, elle est composée de quinze membres dont cinq sont nommés par le président de la Russie, cinq par la Douma et cinq par le Conseil de la fédération. Ces membres élisent parmi eux un président, un vice-président et un secrétaire. La durée de leur mandat est de quatre ans. 

## Historique
Le 30 janvier 2007, le président de la Fédération de Russie adopte des amendements à la législation électorale russe qui permettent aux personnes sans formation juridique de devenir membre de la Commission électorale centrale.

## Présidents successifs

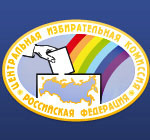
Ancien logo de la Commission électorale centrale.

| Identité                                  | Durée             | Durée            |
| Identité                                  | Début             | Fin              |
| ----------------------------------------- | ----------------- | ---------------- |
| Nikolaï Timofeïevitch Riabov (ru)         | 24 septembre 1993 | 14 novembre 1996 |
| Alexandre Vladimirovitch Ivantchenko (ru) | 14 novembre 1996  | 24 mars 1999     |
| Alexandre Albertovitch Vechniakov         | 24 mars 1999      | 26 mars 2007     |
| Vladimir Ievguenievitch Tchourov (en)     | 26 mars 2007      | 27 mars 2016     |
| Ella Alexandrovna Pamfilova               | 28 mars 2016      | —                |